# Animutants
 (décembre 2024).
Animutants, ou Robots-Bêtes au Québec (Beast Wars: Transformers aux États-Unis, ou Beasties au Canada (ビーストウォーズ 超生命体トランスフォーマー, Bīsuto Wōzu Chō Seimeitai Toransufōmā)) est une série télévisée d'animation de science-fiction canadienne en 52 épisodes de 25 minutes d'après le monde imaginaire des Transformers. Elle a été diffusée à partir du 12 août 1996 sur YTV, et du 16 septembre 1996 au 7 mars 1999 en syndication aux États-Unis.
Au Québec, la série est diffusée à partir du 2 janvier 1998 sur Super Écran, et en France à partir du 7 avril 1999 sur TF1 dans l'émission TF! Jeunesse. Contrairement aux informations retrouvées dans plusieurs sites français qui affirment que la série a été produite au Japon par Takara, Animutants a été produit par les studios canadiens Mainframe Entertainment.

## Synopsis
Échappé de la planète Cybertron, le Darkside, le vaisseau de six Predacons, se heurte à l'Alaxon, un vaisseau d'exploration Maximal. Les deux engins sont endommagés et s'écrasent sur une planète peuplée d'animaux sauvages (qui se révélera plus tard être la Terre à la préhistoire, où ils ont atterri après un voyage temporel).
Ils découvrent alors que la planète, trop riche en Energon, est invivable pour des créatures robotiques comme eux. Afin d'y remédier, ils utilisent des scanners pour trouver des formes de vie animale locales et se donner la capacité d'en prendre l'apparence pour circuler librement sur la planète. Alors qu'Optimus Primal et ses Maximals cherchent un moyen de rentrer chez eux, les Prédators, dirigés par Mégatron, ont volé un disque d'or Maximal qui peut leur permettre de conquérir la galaxie, une fois combiné à une grosse ressource d'Energon. Une guerre acharnée commence alors pour le retour sur Cybertron…

### Meneur de chaque camp
- Saison 1 : Optimus Primal vs Mégatron II
- Saison 2 : Optimus Primal vs Mégatron II
- Saison 3 : Optimus Optimal vs Mégatron II

### Saison 1
La saison 1 se concentre surtout sur la guerre entre les Maximals et les Prédators : les Maximals veulent rentrer sur Cybertron, tandis que les Prédators veulent surtout récupérer l'Energon nécessaire pour repartir à la conquête de la Galaxie. Les deux factions s'opposent à plusieurs reprises. Durant cette période, au départ, l'équipe des Maximals est constituée d'Optimus Primal, Rhinox, Rattrap et Vélocitor, tandis que l'équipe des Prédators est constituée de Mégatron, Scorpinor, Tarentula, Byznator, Terrosaure et Dinobot. Dinobot rejoint cependant les Maximals dès le début. Par la suite, des Protoforms Maximals s'écrasent sur la planète, permettant aux deux factions de gagner de nouveaux alliés : Tigatron et Serdacier pour les Maximals, la Veuve Noire et Inferno pour les Prédators.
Au terme de la saison, la planète est visitée par une étrange race Alien : les Voks, qui tentent de l'envahir. Les Prédators et les Maximals font alors une trêve pour leur faire face, mais cette trêve est rapidement rompue par les Prédators. Après plusieurs complications, parmi lesquelles une trahison de Tarentula envers Mégatron, les Voks sont vaincus et l'explosion de leur vaisseau entraîne la destruction d'Optimus Primal.

### Saison 2
Après la destruction du vaisseau Alien, les Maximals comme les Prédators vérifient les dégâts qui s'avèrent considérables. Optimus Primal est détruit, Tarentula est sérieusement endommagé, et Rhinox et Dinobot sont en chambre de régénération. Mais les évènements ne s'arrêtent pas là. Peu après l'explosion, des radiations traversent la planète et pénètrent dans les vaisseaux, touchant Mégatron, Rattrap, Vélocitor, Scorpinor, Terrosaure et le corps sans vie de Tarentula. Dans la confusion, Scorpinor et Terrosaure tombent dans les bacs de lave du Darkside, alors en pleine transformation. Lorsque les radiations cessent enfin, ceux touchés s'avèrent avoir été transformés en nouveaux Animutants plus puissants : les Transmétaux.
La guerre des Animutants reprend rapidement, mais les Prédators s'avèrent - malgré leurs pertes - avantagés face à des Maximals privés de leur chef. Après la découverte d'un second disque d'or dans le vaisseau des Aliens, Dinobot et Byznator découvrent que la planète sur laquelle les deux vaisseaux se sont écrasés n'est autre que la Terre de la préhistoire, destination originale du Darkside. Comprenant aussi que les disques d'or renferment des informations qui pourraient permettre à Mégatron de changer le futur, Dinobot vole les deux reliques et les cache, mais la Veuve Noire retrouve dans l'ordinateur Prédator une copie des informations de ces disques et les intègre à sa mémoire avant de les retirer de l'ordinateur. Elle y découvre les coordonnées de l'Arche, antique vaisseau Autobot, et les codes d'accès de Teletran un, l'ordinateur de bord du vaisseau.
Cependant, l'étincelle vitale (âme) de Tarentula prend le contrôle de la Veuve Noire et la force à réparer son corps. Le savant fou ressuscite ainsi sous sa nouvelle forme transmétallique, renforçant les rangs des Prédators. Et, pour ne rien arranger, Quickstrike et Silverbot, deux Animutants d'un nouveau type nommé Fuzor, viennent également rejoindre les Prédators.
Face à cette situation peu enviable, Rhinox tente une opération dangereuse pour ressusciter Optimus Primal. Une attaque massive des Prédators le force à l'interrompre mais Optimus ressuscite finalement et porte secours aux autres Maximals. Les Prédators sont finalement repoussés et l'un des Fuzors, Silverbot, les quitte pour se joindre aux Maximals : à nouveau, un équilibre se reforme entre les deux factions.
Cependant, très vite, les choses se compliquent à nouveau. D'abord, Dinobot est de plus en plus tiraillé entre sa fidélité aux Prédators et sa haine pour Mégatron, ainsi que son devoir. Il retourne temporairement chez les Prédators dans "Retour aux sources" et rend les disques d'or à Mégatron, mais revient rapidement du côté des Maximals, qui ne lui feront cependant plus confiance désormais.
Ensuite, Tigatron et Serdacier disparaissent mystérieusement, enlevés par les Aliens qui sont revenus. Mégatron en profite alors pour prendre le contrôle de leur vaisseau en utilisant le disque extra-terrestre. Le vaisseau et le disque sont heureusement détruits, mais les deux Maximals enlevés demeurent introuvables.
Pour ne rien simplifier, Tarentula décide désormais d'agir en agent libre, sans plus obéir à Mégatron et un nouvel Animutant, le Protoform X, arrive sur la planète. Issu des expériences malsaines des scientifiques Maximals, il se comporte comme un vrai psychopathe, jusqu'à ce que Mégatron prenne son contrôle et le renomme Rampage.
La Veuve Noire, de son côté, commence à nouer une relation avec Silverbot, tout en restant du côté Prédator. Elle commence cependant, à son tour, à hésiter entre ses origines Maximals et sa fidélité envers Mégatron.
Enfin, les Maximals subissent un coup dur. Dinobot, enfin décidé sur son allégeance, affronte à lui seul toute l'armée Prédator pour sauver les humains, que Mégatron tente d'éliminer en utilisant le dernier disque d'or. Après un combat meurtrier, Dinobot détruit le disque, ruinant ainsi le plan de Mégatron mais les dégâts qu'il subit à la bataille ont raison de lui et il meurt, entouré de ses camarades Maximals qui lui ont enfin pardonné.
Puis la guerre est à nouveau compliquée par l'arrivée d'un nouveau personnage. Ravage, un Decepticon envoyé par le Conseil de Tripledacus, une organisation Prédator de Cybertron, qui a pour mission de capturer Mégatron. Il y parvient grâce à la coopération des Maximals et de Tarentula mais Mégatron lui révèle alors que son plan, qui consistait à changer le cours de l'histoire pour que les Decepticons gagnent contre les Autobots dans le passé (voir Transformers), avait été inspiré par l'ancien Mégatron qui était le commandant de Ravage. Celui-ci change aussitôt de côté et s'allie avec les Prédators pour vaincre les Maximals. Une attaque est donc lancée, mais, une fois de plus, les Prédators sont tous vaincus : Ravage et Tarentula sont détruits et tous les Prédators sont mis hors d'état de nuire à l'exception de Mégatron, qui est parti, et de la Veuve Noire, qui accompagne Silverbot. La Guerre des Animutants semble sur le point de s'achever.
Cependant, Silverbot et la Veuve Noire font une découverte inattendue dans une grotte : l'Arche, vaisseau des Autobots, qui renferme la totalité des Autobots et des Decepticons dans le coma. Mais ils sont rejoints par Mégatron, qui, comprenant que la Veuve Noire possède les codes d'accès de Teletran un, l'oblige à ouvrir le vaisseau en la menaçant de tuer Silverbot. Les autres Maximals arrivent sur place, mais trop tard : Mégatron pénètre dans l'Arche et tire à pleine puissance sur Optimus Prime, le chef des Autobots, qui est toujours dans le coma dans le vaisseau. La saison 2 s'achève sur Mégatron, qui, dément, annonce en exultant que le futur va changer, que les Decepticons auront gagné dans ce nouveau futur et que les Maximals n'auront ainsi jamais existé.

### Saison 3
Au moment où Mégatron exulte, la Veuve Noire prend soudain conscience de quelque chose : elle est elle-même issue d'un Protoform Maximal, ce qui signifie que la destruction d'Optimus Prime causera également la sienne. Comprenant son erreur, elle use des commandes de Teletran un pour jeter Mégatron dehors et tenter de sauver Optimus Prime, qui n'est pas encore réellement mort mais sérieusement endommagé, d'une mort quasi-certaine. Les Maximals arrivent, et Rhinox annonce que, étant donné les dégâts, l'étincelle vitale d'Optimus Prime s'éteindra très probablement avant que les réparations ne soient terminées. Optimus Primal a alors une idée risquée : ouvrant le corps du chef des Autobots, il lui retire son étincelle vitale et l'intègre à son propre corps afin de la protéger le temps de réparer le corps.
Le résultat ne se fait pas attendre : Optimus Primal, imprégné par l'énergie de l'étincelle vitale supplémentaire, se transforme lentement et douloureusement en puissant transformer mi-Autobot, mi-Maximal, Optimal Optimus. De leur côté, les Maximals et la Veuve Noire réparent aussi vite qu'ils le peuvent le corps d'Optimus prime.
Cependant, Mégatron se relève et rappelle ses forces. Tous les Prédators s'avèrent avoir survécu (à l'exception de Ravage) et répondent à son appel : Inferno, quoique endommagé, rejoint Mégatron, suivi par Byznator qui s'est réparé rapidement, Quickstrike qui s'est reconstruit, Rampage qui se relève épuisé mais indemne et même Tarentula, pourtant en morceaux, qui est réparé par ses robots-araignées (l'un d'eux fait tomber dans l'eau la tête de Ravage, qu'on voit brièvement et qui était son seul reste).
Mégatron retente alors de rejoindre l'Arche mais il se retrouve forcé de faire face à Optimal Optimus qui l'oblige à battre en retraite. La Veuve Noire tente de fuir en profitant de la confusion mais elle se retrouve coincée dans une avalanche de pierres et croise Mégatron qui la laisse à moitié morte pour se venger de sa trahison. Elle est récupérée par les Maximals et accepte de rejoindre leurs rangs, tout en restant une Prédator.
Optimal Optimus et Vélocitor se lancent à la poursuite de Mégatron et parviennent à le neutraliser au moins temporairement mais pas avant qu'il n'ait eu le temps de lancer l'ordre à Rampage de détruire l'Alaxon. Malgré une intervention d'Optimal Optimus, le vaisseau Maximal est brisé et une partie des décombres tombent dans l'océan. N'ayant plus leur base d'origine, les Maximals s'installent à l'Arche (avec ce qui reste de l'Alaxon) pour pouvoir la protéger des Prédators et trouver éventuellement un moyen de rentrer sur Cybertron : la guerre des Animutants, une fois de plus, reprend, avec l'air d'être toujours loin de s'achever.
Par la suite, les Prédators continuent, comme Optimus s'y attendait, de tenter d'entrer dans l'Arche mais sont sans cesse mis en échec. Puis, un nouveau Maximal, Deathcharge, arrive sur la planète. Vieille connaissance d'Optimus, il est en fait l'unique survivant d'une colonie Maximal, Omicron, qui a été anéantie par Rampage. Se dotant d'un mode animal de raie manta, il se lance à la poursuite de Rampage et refuse de faire équipe avec les autres Maximals, préférant agir seul.
De leur côté les Maximals tentent de récupérer le Sentinel, bouclier de l'Alaxon, pour le réintégrer à l'Arche. Dans ce but, Rattrap, monté à bord d'un sous-marin, plonge, et parvient à le récupérer. Il est attaqué par Rampage, mais l'arrivée de Deathcharge, venu combattre son ennemi, le sauve de justesse. Par la suite, les autres Prédators, ayant appris la situation, rejoignent également la bataille pour s'emparer du Sentinel à leur profit. Pendant que Deathcharge lutte contre Rampage sous l'eau, Silverbot et Rattrap tentent d'échapper aux Prédators avec le Sentinel. Bien que les Maximals se battent efficacement, le manque de coopération de Deathcharge entraîne leur défaite, et Inferno ramène le Sentinel à Mégatron, qui l'intègre au Darkside et Rampage s'échappe. Après cet incident, Optimus réussi à convaincre Deathcharge qu'il ne peut pas continuer à agir seul et le dernier survivant d'Omicron consent enfin à rejoindre le groupe Maximal.
Mais rapidement, de nouveaux ennuis se créent : en parallèle de ses attaques sur l'Arche, Mégatron a créé un artéfact technologique puissant, le Conducteur Transmétal, dont il se sert pour créer une armée de vélociraptors-cyborgs destinés à détruire les humains. Les Maximals détruisent les créatures, mais Mégatron, ravi de constater que son nouvel objet fonctionne, entreprend une expérience beaucoup plus ambitieuse : combinant le conducteur à de l'ADN de Dinobot et à un Protoform Maximal auquel il donne la moitié d'étincelle vitale semi-indestructible de Rampage, il crée avec succès un clone amélioré de Dinobot, appartenant à une nouvelle catégorie d'Animutants : les Transmétaux 2. D'une puissance monstrueuse, ce clone bat Deathcharge sans trop de difficultés. Mais, dans la confusion, Vélocitor tombe dans la machine de Mégatron et devient lui-même Transmétal 2. Pour compléter le tout, Deathcharge s'empare du Conducteur Transmétal qu'il ramène à l'Arche, l'analyse au scanner et le jette dans la lave mais la Veuve Noire, qui a assisté à la scène, rattrape l'objet avant qu'il ne tombe et le conserve soigneusement, à l'insu des Maximals. Plus tard, elle tentera de l'utiliser sur elle afin de gagner plus de puissance mais à la suite d'une intervention de Silverbolt, l'opération échouera et amorcera sa propre autodestruction. Rhinox tentera alors de la sauver avec une opération risquée consistant à détruire le programme Prédator insérée en elle par Tarentula. Mais au moment où il touche au but, une attaque de Tarentula l'empêche d'achever la procédure et cause le décès apparent de la Veuve Noire. Furieux, Silverbolt se lance à la poursuite de Tarentula. Mais alors que la base Maximal est déserte, le Conducteur Transmétal s'active et ressuscite la Veuve Noire en un Transmétal 2, la transformant par la même occasion en Maximal. Elle sauve alors Silverbolt, qui était en fâcheuse posture et est définitivement adoptée par les autres Maximals.
Peu après, Mégatron, Tarentula et Quickstrike parviennent à prendre le contrôle d'Optimal Optimus et à s'emparer de l'Arche. Mégatron retire alors l'étincelle du Mégatron original et tente de l'intégrer à son propre corps, mais celle-ci est trop puissante et le paralyse. Influencé par Tarentula, Quickstrike le trahit et le jette dans la lave. Mais cela produit exactement le contraire du résultat escompté : Mégatron sort un peu plus tard de la lave, changé en un Transmétal 2 extrêmement puissant.
Malheureusement pour eux, les Prédators ont de sérieux problèmes : alarmés par le conflit incessant entre les Maximals et les Prédators, les Voks fusionnent les corps de Tigatron et Serdacier et créent Tigerhawk qu'ils envoient sur terre. À peine arrivé, il pulvérise le Darkside et oblige Mégatron et ses troupes à fuir. Mais Tarentula, entrevoyant le pouvoir incommensurable de Tigerhawk et des Voks, capture ce dernier et tente de s'emparer de son pouvoir. L'opération tourne rapidement court : deux Voks sortent du corps de Tigerhawk et attaquent Tarentula. Affolé, il leur tire dessus mais ne réussit qu'à toucher sa propre arme : cette dernière lui tire alors dessus une puissante décharge qui le fera voler en éclats… et le tuera, ainsi que les deux Voks. Libéré de leur emprise, Tigerhawk rejoint les Maximals.
Mais alors que les réparations de l'Arche sont presque achevées et que les Maximals pensent pouvoir bientôt rentrer sur Cybertron, Mégatron et Dinobot II découvrent et s'emparent du Nemesis, équivalent Decepticon de l'Arche, et attaquent la base Maximal. Pendant la bataille, Deathcharge affronte et parvient à détruire Rampage en se sacrifiant, ce qui a pour effet de libérer Dinobot II de son emprise et de recouvrir sa véritable personnalité. Tigerhawk tente de détruire le vaisseau mais il se fait anéantir par un laser de ce dernier qui détruira également Inferno et Quickstrike. Optimus se lance à l'assaut du vaisseau et réussit à pénétrer à l'intérieur, où il livre un duel contre Mégatron. Durant la bataille, Dinobot II indique aux Maximals l'emplacement d'un vaisseau de secours Autobot. Refusant de pulvériser l'Arche (pour que les Maximals puissent s'enfuir), il est assommé par Mégatron, fou de rage. Alors qu'il s'apprête à détruire l'Arche, les autres Maximals attaquent le Nemesis et assomment Mégatron, tout en provoquant la destruction du vaisseau Decepticon. Dinobot II ne suivra pas Optimus et décidera de mourir dans l'explosion du vaisseau.
Mégatron étant enfin arrêté, les Maximals quittent la planète, retournant sur Cybertron.

## Personnages

### Maximals
Optimus Primal
chef des Maximals. Son animal est un gorille. Dans les premiers épisodes, il est aussi le seul Maximal sachant voler (en mode robot). Il est juste, tolérant et autoritaire, mais se montre parfois trop idéaliste. Dans la saison 1, il est le seul à faire confiance à Dinobot.
Vélocitor (Cheetor en VO)
Le Maximal le plus rapide. Vélocitor a un caractère imprévisible et téméraire ; il a tendance à foncer tête baissée vers le danger sans réfléchir, ce qui le met parfois dans des situations critiques. Son caractère change cependant au cours de la série : il commence en tant que personnage plutôt gamin et finit plus mature. Il aime beaucoup Optimus Primal et éprouve quelques sentiments pour la Veuve Noire. Son animal est un guépard.
Rattrap
Maximal spécialisé dans l'espionnage et le sabotage. Rattrap est un peu lâche, très pessimiste et sort souvent des plaisanteries plus ou moins bonnes. Malgré sa couardise, il reste un membre de confiance de l'équipe, et ses missions, lorsqu'il les accepte, sont remplies de façon efficace. Il ne fait pas du tout confiance à Dinobot, qu'il appelle "Tête d'Iguane". Son animal est un rat.
Rhinox
L'informaticien des Maximals. Généralement plus calme et réfléchi que ses camarades, Rhinox est spécialisé dans la défense. Il est nettement plus fort physiquement que les autres Maximals, même s'il ne les dépasse pas dans l'armement. Sa personnalité est un peu double, il peut aussi bien se comporter comme un bon géant aimable qu'une vraie brute. Son animal est un rhinocéros.
Dinobot
Le plus sombre de l'équipe. Dinobot est un Prédator renégat qui, à la suite d'une dispute avec Mégatron, s'est joint aux Maximals pour combattre son ancien chef. Contrairement à la plupart des Maximals, Dinobot n'a pas beaucoup d'humour. Traditionaliste, il a un très grand sens de l'honneur. Les autres Maximals ne lui font pas confiance, mais il est dévoué à Optimus primal, bien qu'il soit parfois en désaccord avec lui. Ses connaissances en histoire, notamment sur les Prédators, sont extrêmement utiles. Il ne cesse de se disputer avec Rattrap. Il meurt dans la saison 2 en sauvant les Primitifs des Prédators en les battant tous mais succombe à ses blessures. Dans l'épisode 5 de la saison 3, Mégatron crée un clone Transmétal de Dinobot grâce à la moitié de l'étincelle de Rampage. Son animal (pour les deux Dinobots) est un vélociraptor, bien que la taille fasse plutôt songer à un deinonychus.
Tigatron
Maximal issu d'une capsule de survie (vaisseau de sauvetage) s'étant écrasée sur la planète. Ses circuits ayant été endommagés, il se sent plus animal que maximal, et passe plus de temps dans les montagnes qu'à la base de ses compagnons. Il ressemble physiquement à Vélocitor, même s'il n'a absolument pas la même personnalité. Il semble attiré par Serdacier. Son animal est un tigre blanc. Il disparaît dans la saison 2, capturé par les Voks.
Serdacier (Airazor en VO)
Unique Maximal féminin. Comme Tigatron, elle est issue d'une capsule de survie. Elle sert d'éclaireuse au groupe, survolant les alentours du vaisseau pour prévenir d'éventuelles attaques ses camarades et, si besoin est, avertir Tigatron. Elle semble éprouver un faible pour celui-ci. Son animal est un faucon. Elle disparaît dans la saison 2 en même temps que Tigatron et de la même manière.
Tigerhawk
Ce Maximal Transmétal 2 apparait dans "Others Victories". Créé par les Voks en fusionnant les corps ainsi que les sparks de Tigatron et Serdacier, afin de créer un émissaire chargé d'éliminer Mégatron. Il fut ensuite capturé par Tarentula, qui tenta d'absorber les Vok contrôlant Tigerhawk. Puis le corps fut récupéré par Vélocitor, et les étincelles vitales de Tigatron et Serdacier s'y installèrent, créant un nouvel allié pour les Maximals. L'animal de Tigerhawk est, comme on le devine, un tigre blanc avec des ailes et des serres d'aigle. Il meurt dans "Nemesis Part 2" en se faisant prendre par un laser du Nemesis.
Silverbot (Silverbolt en VO)
Unique Fuzor des Maximals. Il est issu d'une capsule de survie récupérée par les Prédators, et commence donc en tant que Prédator. Il ne le reste cependant pas longtemps, et rejoint vite la cause maximals. Silverbot est un véritable paladin, l'équivalent maximal du "chevalier dans son armure scintillante", suivant un code moral strict et cherchant avant tout à faire le bien. Il est amoureux de la Veuve Noire. Son animal est un loup avec des ailes d'aigle.
Deathcharge (Depthcharge en VO)
Maximal Transmétal venu pour exterminer Rampage. Il arrive sur Terre dans l'épisode 2 de la saison 3. Il est en réalité à la poursuite de Rampage et veut l'éliminer pour ce qu'il a fait à la colonie Omicron (colonie d'origine de Deathcharge) avant d'être enfermé dans un caisson de survie. Il est plutôt fier et refuse au début de faire partie de l'équipe, mais il décide finalement de rejoindre la bande après que les Prédators soient entrés en possession de Sentinel. Son animal est une raie manta. Il meurt dans "Nemesis part 1" en essayant de finir la guerre des Animutants mais réussit à emporter Rampage avec lui, vengeant la colonie Omicron. Ses actions conduiront finalement à la victoire des Maximals dans "Nemesis part 2".

### Predacons
Mégatron
Chef des Prédators (Predacons en VO). À l'inverse d'Optimus Primal, il se montre tyrannique et fier de l'être (il se qualifie lui-même de "tyran avisé"), n'a aucun sens de l'honneur et accumule les mensonges. Il veut régner sur la galaxie. Méprisant, il n'en reste pas moins un génie stratégique, mais comme il ordonne incessamment le repli de ses troupes dès que le combat tourne à son désavantage, il perd très souvent. Son mode animal est un Tyrannosaure, mais dans l'épisode 10 de la saison 3, Mégatron intègre l'étincelle du Mégatron originel dans l'Arche et se change en dragon.
Scorpinor (Scorponok en VO)
Le Prédator le plus fidèle à Mégatron, et, après le départ de Dinobot, son second. Il invente diverses machines, dont la plupart ne fonctionnent pas correctement (ex. : Cyberabeille). De plus, son intellect laisse souvent à désirer. Son animal est un scorpion. Il meurt au début de la saison 2 en tombant dans un bac de lave du vaisseau Prédator, après avoir été touché par une vague d'énergie quantique.
Terrosaure
L'éclaireur des Prédators. À l'image de Starscream, il accumule les tentatives de prendre le pouvoir à Mégatron, la plupart étant des échecs, et la dernière, bien que réussie, étant de courte durée. Son mode animal est un ptérodactyle. Il meurt de la même façon que Scorpinor.
Tarentula
Scientifique Prédator qui a tout le stéréotype du savant fou. Contrairement à Scorpinor, la plupart de ses inventions fonctionnent. Il n'a cependant aucune fidélité envers son chef, notamment dans les saisons 2 et 3, et pense surtout à mener ses propres recherches. Il est rusé, sournois et cruel. Son mode animal est une araignée de l'espèce tarentule. Il meurt à la fin de la saison 3 en voulant prendre le contrôle de Tigerhawk pour l'utiliser à ses fins mais il ne réussit qu'à extraire les Voks de son corps. En tentant de les repousser en leur tirant dessus il touche son laser qui le détruit lui et les Voks après qu'ils se sont introduits dans son corps.
Byznator (Waspinator en VO)
Le "larbin" des Prédators. Byznator n'apparaît pas vraiment comme un personnage important, se contentant d'exécuter les ordres de Mégatron sans discuter (mais pas toujours sans râler). Il est pour les autres Prédators une sorte de bouc émissaire, celui qu'on envoie comme appât pour encaisser les tirs ennemis pendant que les autres attaquent. Il est presque systématiquement celui qui souffre le plus des riposte maximals et se fait souvent démolir, bien qu'il soit toujours réparé. Il parle toujours de lui à la troisième personne, ce qui le rend d'autant plus bête. Malgré cette position de martyr, il ne trahit jamais son maître dans la saison 1, excepté lorsqu'il est possédé par Starscream. Il accompagne souvent Terrosaure dans les missions en éclaireur. Son animal est une guêpe. Avec Mégatron, c'est le seul Prédator à ne pas être considéré comme totalement mort à la fin de la série.
La Veuve Noire (Blackarachnia en VO)
Le seul Prédator féminin. La Veuve Noire est, comme Tigatron, issue d'une capsule de survie endommagée, mais a été récupérée par Terrosaure et reprogrammée en Prédator par Tarentula, qui a également choisi son mode animal. Elle semble attirer celui-ci dans la saison 1, mais cette relation cesse dans la saison 2. En revanche, elle semble éprouver un amour réciproque pour Silverbot, qui s'est juré de la ramener du côté des Maximals. Dans l'épisode 9 de la saison 3, la Veuve Noire se change en Transmétal et devient Maximal par la même occasion grâce à un artefact de Mégatron, le Conducteur Transmétal. Comme l'indique son nom, son animal est une araignée veuve noire.
Inferno
Inferno est, comme la Veuve Noire, issu d'une capsule de survie reprogrammée par Tarentula. Ses circuits ayant été endommagés, sa mentalité se rapproche plus de celle de son animal, aussi considère-t-il les Prédators comme sa colonie et Mégatron comme sa reine (il l'appelle « Sa Seigneurie »). Avec Scorpinor, il constitue l'un des plus fidèles servants de Mégatron. Son animal est une fourmi de feu. Il meurt dans « Nemesis part 2 » en se faisant prendre par un laser du Nemesis. (On voit Inferno comme un Prédator mais on retrouve dans Transformers g1, g2 et dans quelques autres séries de Transformers Inferno comme un Autobot).
Quickstrike
Le Fuzor des Prédators. Quickstrike est également issu d'une capsule de survie reprogrammée. Plutôt lâche et agressif, il semble être influencé par Tarentula dans les derniers épisodes de la saison 2. Il a une attitude de cow-boy plutôt ridicule, et n'est pas très intelligent. Son animal est un scorpion dont la queue se termine, au lieu d'un dard, par une tête de cobra. Il meurt de la même façon qu'Inferno.
Rampage
Ce personnage apparaît dans l'épisode 9 de la saison 2. Il est issu d'une expérience ratée destinée à copier l'étincelle vitale indestructible de Starscream. Cependant il était devenu violent et instable, ce qui l'a conduit à être scellé dans une capsule de survie et relâché très loin de Cybertron dans l'espace. Il est libéré à la suite d'une tempête d'énergon et commence en tant que personnage plus ou moins neutre puisqu'il démantibule Tarentula et attaque sans distinction La Veuve Noire et les Maximals. Mégatron utilise ensuite une lame d'énergon pour extraire la moitié de son étincelle et pour faire de Rampage son esclave. Rampage ne vit que pour la destruction et ne trouve son bonheur que dans la souffrance et la peur des autres. Son animal est un crabe. Il est finalement tué dans "Nemesis part 1" par Deathcharge mais entraîne son ennemi juré avec lui dans la mort.

### Autobots
- Optimus Prime : fait une apparition dans l'arche lorsque Mégatron II essaie de le tuer pour que les Maximals n'aient jamais existé.
- Prowl, Ironhide et Bumblebee : font une apparition de dos lors du flashback de la Veuve Noire.

### Decepticons
- Mégatron : Fait une apparition dans l'Arche. On apprend qu'il est le créateur du Disque d'or contenant ses mémoires et son dernier plan, au cas où les Decepticons venaient à perdre la guerre contre les Autobots.
- Starscream : le même Starscream que celui présent dans Transformers. Il s'agit d'un Decepticon chef de l'armée aérienne de sa faction, et doté d'une étincelle vitale indestructible (qui a servi de modèle pour créer celle de Rampage). Il apparaît brièvement dans l'épisode « Possession », ou son étincelle vitale s'incarne en prenant possession du corps de Byznator. Il affirme alors avoir été tué en défendant Galvatron contre Unicron (alors qu'il a été détruit par Galvatron, qu'il venait de trahir) et propose alors ses services à Mégatron, qui accepte. Starscream aide les Predacons à s'emparer de la base maximal, mais se hâte de les trahir ensuite pour son propre compte. Il est vaincu par Optimus et forcé de quitter le corps de Byznator par la Veuve Noire. Sournois et machiavélique, Starscream est un génie stratégique qui estime que tout se gagne par la trahison.
- Soundwave (en) : Fait une apparition dans l'Arche de la série originale.
- Ravage : Ravage est un agent Decepticon ; c'est l'un des robots « animaux » gardé sous forme de cassette audio par le Decepticon Soundwave dont la forme animale était une panthère noire. Il a été envoyé par le conseil de Tripledacus (une organisation decepticon) pour arrêter Mégatron et éliminer tous les autres Transformers de la planète. Il s'allie au départ avec les Maximals et Tarentula pour capturer Mégatron, ce à quoi il parvient, mais s'allie ensuite à Mégatron pour détruire les Maximals. Il est détruit lorsque Rattrap place des bombes dans son vaisseau, l'explosion le consumant entièrement.

### Autres races
- Les Voks : une puissante race extraterrestre apparaissant dans certains épisodes. On ne sait pas grand chose d'eux, sinon qu'ils cherchent à protéger le futur, et qu'ils capturent Tigatron et Serdacier dans la saison 2, afin de les utiliser plus tard pour créer un puissant Animutant leur servant d'émissaire : Tigerhawk. Ils meurent à la fin de la saison 3 quand Tarentula est détruit accidentellement par son laser après que les Voks soient extraits de Tigerhawk et s'introduisent en lui.

### Les vaisseaux
Après que les vaisseaux se soient écrasés, leurs systèmes de décollage étaient trop endommagés pour fonctionner de nouveau. Néanmoins, les ordinateurs, boucliers, chambres de régénération, armes de défense et autres fonctionnaient encore, ce qui permit aux Maximals et aux Prédators de les utiliser comme bases et de les conserver. Voici les vaisseaux respectifs :
- L'Alaxon : le vaisseau des Maximals. Comme l'a dit Rattrap, ce vaisseau n'était pas un navire de guerre, mais plutôt un engin destiné à l'exploration. Néanmoins, il n'en disposait pas moins d'excellents système de défense, notamment un bouclier nommé « Sentinel » qui protégeait de toute attaque pour une longue durée. L'Ordinateur de contrôle avait une voix grave et masculine. L'Alaxon est détruit dans « Optimal Situation » par Rampage, qui réussit à le faire couler. Les ruines en seront ensuite retrouvées dans « Changing of The Guard », ou les Prédators récupèrent le Sentinel.
- Le Darkside : le vaisseau des Prédators. À l'inverse de L'Alaxon, le Darkside était un véritable vaisseau de guerre, équipé de nombreuses armes et écrasé dans des champs de lave, ce qui le rendait encore plus imprenable. Sa prison se constituait d'une piscine de lave au-dessus de laquelle on suspendait les cages, et Tarentula y avait installé son premier laboratoire, ainsi que divers systèmes de sécurité en toile d'araignée. L'Ordinateur de bord avait une voix féminine. Ce vaisseau est finalement détruit dans « Other victories » par Tigerhawk lors de son arrivée sur la planète.
- L'Arche : vers la fin de « The Agenda part 3 », Silverbot et la Veuve Noire découvrent, coincé dans un volcan, le vaisseau Autobot nommé l'Arche (toujours le même que dans « Transformers »), qui s'était écrasé depuis des années sur Terre. Tous les Autobots et Decepticons de « Transformers », notamment Optimus Prime et Mégatron I, s'y trouvaient, coincés dans un coma. Mégatron pénétra dans l'Arche pour y détruire Optimus prime, mais fut mis en échec par les Maximals. Après la destruction de l'Alaxon, les Maximals s'installèrent dans l'Arche, qui leur servit de base durant toute la saison 3. L'ordinateur de contrôle de l'Arche s'appelle Télétran un, et le vaisseau incorpore beaucoup plus de systèmes de défense et de reconstruction que l'Alaxon.

## Épisodes
Pour les épisodes 34 à 52, il ne s'agit pas des titres officiels (qui sont inconnus puisque les épisodes correspondants n'ont pas été diffusés en France).

### Première saison (1996-1997)
1. Animutants - 1re partie (Beast Wars - Part 1)
2. Animutants - 2e partie (Beast Wars - Part 2)
3. La toile (The Web)
4. Dos à dos (Equal Measures)
5. La disparition (Chain Of Command)
6. L'énergie d'énergon (Power Surge)
7. Un ami venu du ciel (Fallen Comrades)
8. Agent double (Double Jeopardy)
9. La sonde (The Probe)
10. Un singe en colère (Gorilla Warfare)
11. Un ami venu du ciel (A Better Mousetrap)
12. Victoire (Victory)
13. Sombres dessins (Dark Designs)
14. Le clone (Double Dinobot)
15. L'étincelle (The Spark)
16. L'île volante - 1re partie (The Trigger - Part 1)
17. L'île volante - 2e partie (The Trigger - Part 2)
18. Inferno (Spider's Game)
19. Chassez le naturel (Call Of The Wild)
20. Voyage au bout de la nuit (Dark Voyage)
21. Possession (Possession)
22. Le virus (The Low Road)
23. La loi de la jungle (Law Of The Jungle)
24. Le calme avant la tempête (Before The Storm)
25. Les voix d'autre monde - 1re partie (Other Voices - Part 1)
26. Les voix d'autre monde - 2e partie (Other Voices - Part 2)

### Deuxième saison (1997-1998)
1. Et le combat reprend (Aftermath)
2. Nouveaux arrivants - 1re partie (Coming Of The Fuzors - Part 1)
3. Nouveaux arrivants - 2e partie (Coming Of The Fuzors - Part 2)
4. L'embrouille (Tangled Web)
5. Retour aux sources (Maximal No More)
6. Les visiteurs - 1re partie (Other Visits - Part 1)
7. Les visiteurs - 2e partie (Other Visits - Part 2)
8. Mauvaise étincelle (Bad Spark)
9. Le code d'un héros (Code Of Hero)
10. Transmutate (Transmutate)
11. L'Agenda - 1re partie (The Agenda - Part 1)
12. L'Agenda - 2e partie (The Agenda - Part 2)
13. L'Agenda - 3e partie (The Agenda - Part 3)

### Troisième saison (1998-1999)
1. Situation Optimale/Optimal Optimus (Optimal Situation)
2. Depth Charge (Deep Metal)
3. La Recherche du Sentinel (Changing Of The Guard)
4. Les Cyber-Raptors (Cutting Edge)
5. L'arrivée de Dinobot II - 1re partie (Feral Scream - Part 1)
6. L'arrivée de Dinobot II - 2e partie (Feral Scream - Part 2)
7. Crise d'identité (Proving Grounds)
8. Sauvetage (Go With The Flow)
9. Une nouvelle Maximal (Crossing The Rubicon)
10. L'arrivée du dragon (Master Blaster)
11. Autres Victoires (Other Victories)
12. Némésis - 1re partie (Nemesis - Part 1)
13. Némésis - 2e partie (Nemesis - Part 2)

## Doublage

### Voix originales
- Garry Chalk : Optimus Primal / Optimus Optimal
- Scott McNeil : Rattrap, Dinobot, Dinobot II, Waspinator (Byznator), Silverbolt (Silverbot)
- Richard Newman : Rhinox
- Ian James Corlett : Cheetor (Vélocitor), Sentinel
- Blu Mankuma : Tigatron, Tigerhawk
- Pauline Newstone : Airazor (Serdacier)
- David Sobolov : Depth Charge
- David Kaye : Mégatron
- Don Brown (en) : Scorponok (Scorpinor)
- Alec Willows : Tarantulas (Tarentula)
- Doug Parker : Terrosaur
- Venus Terzo : Blackarachnia (la Veuve Noire)
- Jim Byrnes : Inferno
- Colin Murdock : Quickstrike
- Campbell Lane : Rampage
- Elizabeth Carol : Savenkoff, Ordinateur Prédator
- Lee Tockar : Ravage

### Voix françaises
- Pascal Renwick : Optimus Primal et Quickstrike
- François Siener : Mégatron (1re voix) et Terrosaure (1re voix)
- Bernard Métraux : Vélocitor et Scorpinor
- Pierre Laurent : Rattrap et Byznator
- Michel Vigné : Dinobot et Inferno
- Pierre Forest : Silverbot et Mégatron (2e voix)
- Hervé Jolly : Rhinox et Tarentula
- Françoise Vallon : La Veuve Noire
- Jean Barney : Tigatron
- Martine Irzenski : Serdacier

## Jeux vidéo
La série a fait l'objet de trois adaptations en jeu vidéo :
- 1997 : Beast Wars: Transformers sur PlayStation, Windows et Mac
- 1998 : Kettō Beast Wars sur Game Boy Color
- 1999 : Transformers: Beast Wars Transmetals sur PlayStation et Nintendo 64